# Supertungvikt i fristil i brottning vid olympiska sommarspelen 2000
Herrarnas brottningsturnering i fristil i viktklassen supertungvikt vid olympiska sommarspelen 2008 avgjordes den 29 september-1 oktober i Sydney i Sydney Convention and Exhibition Centre. 

## Medaljörer
| Klass         | Guld                      | Silver                      | Brons                   |
| Supertungvikt | David Musuľbes · Ryssland | Artur Tajmazov · Uzbekistan | Alexis Rodríguez · Kuba |

## Resultat

### Förkortningar
- EF — Vinst genom förverkande, förloraren ej plancerad
- E2 — Båda brottarna diskvalificerade för brott mot reglerna
- EV — Diskvalifikation från samtliga tävlingar för brott mot reglerna
- EX — 3 varningar eller brott mot reglerna
- PA — Skada/uteblivande
- PO — Vinst efter poäng, förloraren utan teknik-poäng
- PP — Vinst efter poäng, förloraren med teknik-poäng
- SP — Teknisk överlägsenhet, 10 poängs skillnad, förloraren hade poäng
- ST — Teknisk överlägsenhet, 10 poängs skillnad, förloraren utan poäng
- TO — Vinst efter fall
- KP — Klassificeringspoäng
- TP — Tekniska poäng

### Utslagningsronder

#### Grupp 1
| Tävlande                           | Vunna | Förlorade | KP | TP |
| ---------------------------------- | ----- | --------- | -- | -- |
| Alexis Rodríguez (CUB)             | 2     | 0         | 6  | 3  |
| Krasimir Kochev (BUL)              | 1     | 1         | 3  | 1  |
| Dolgorsürengiin Sumiyaabazar (MGL) | 0     | 2         | 2  | 2  |

| Röd                          | Blå                          | KP     | TP  |
| ---------------------------- | ---------------------------- | ------ | --- |
| Alexis Rodríguez             | Krasimir Kochev              | 3-0 PO | 2-0 |
| Dolgorsürengiin Sumiyaabazar | Alexis Rodríguez             | 1-3 PP | 1-1 |
| Krasimir Kochev              | Dolgorsürengiin Sumiyaabazar | 3-1 PP | 1-1 |

#### Grupp 2
| Tävlande                    | Vunna | Förlorade | KP | TP |
| --------------------------- | ----- | --------- | -- | -- |
| Aleksej Medvedev (BLR)      | 2     | 0         | 6  | 6  |
| Aleksandr Kovalevskij (KGZ) | 1     | 1         | 4  | 6  |
| Chen Xingqiang (CHN)        | 0     | 2         | 1  | 2  |

| Röd                   | Blå                  | KP     | TP  |
| --------------------- | -------------------- | ------ | --- |
| Aleksandr Kovalevskij | Aleksej Medvedev     | 1-3 PP | 2-3 |
| Chen Xingqiang        | Aleksandr Kovalevsky | 1-3 PP | 2-4 |
| Aleksej Medvedev      | Chen Xingqiang       | 3-0 PO | 3-0 |

#### Grupp 3
| Tävlande                | Vunna | Förlorade | KP | TP |
| ----------------------- | ----- | --------- | -- | -- |
| Kerry McCoy (USA)       | 2     | 0         | 7  | 13 |
| Rajab Asjabalijev (AZE) | 1     | 1         | 4  | 4  |
| Merabi Valijev (UKR)    | 0     | 2         | 0  | 0  |

| Röd               | Blå               | KP     | TP   |
| ----------------- | ----------------- | ------ | ---- |
| Merabi Valijev    | Kerry McCoy       | 0-3 PO | 0-3  |
| Rajab Asjabalijev | Merabi Valijev    | 4-0 TO | 3:13 |
| Kerry McCoy       | Rajab Asjabalijev | 4-0 ST | 10-0 |

#### Grupp 4
| Tävlande             | Vunna | Förlorade | KP | TP |
| -------------------- | ----- | --------- | -- | -- |
| Artur Tajmazov (UZB) | 2     | 0         | 7  | 13 |
| Aydın Polatçı (TUR)  | 1     | 1         | 3  | 3  |
| Zsolt Gombos (HUN)   | 0     | 2         | 0  | 0  |

| Röd            | Blå            | KP     | TP   |
| -------------- | -------------- | ------ | ---- |
| Zsolt Gombos   | Artur Tajmazov | 0-4 ST | 0-10 |
| Aydın Polatçı  | Zsolt Gombos   | 3-0 PO | 3-0  |
| Artur Tajmazov | Aydın Polatçı  | 3-0 PO | 3-0  |

#### Grupp 5
| Tävlande             | Vunna | Förlorade | KP | TP |
| -------------------- | ----- | --------- | -- | -- |
| David Musuľbes (RUS) | 2     | 0         | 7  | 5  |
| Sven Thiele (GER)    | 1     | 1         | 4  | 10 |
| Peter Pecha (SVK)    | 0     | 2         | 0  | 0  |

| Röd            | Blå            | KP     | TP   |
| -------------- | -------------- | ------ | ---- |
| Sven Thiele    | Peter Pecha    | 4-0 ST | 10-0 |
| David Musuľbes | Sven Thiele    | 3-0 PO | 5-0  |
| Peter Pecha    | David Musuľbes | 0-4 PA |      |

#### Grupp 6
| Tävlande                   | Vunna | Förlorade | KP | TP |
| -------------------------- | ----- | --------- | -- | -- |
| Abbas Jadidi (IRI)         | 2     | 0         | 6  | 13 |
| Aleks Modebadze (GEO)      | 1     | 1         | 3  | 5  |
| Efstathios Topalidis (GRE) | 0     | 2         | 1  | 1  |

| Röd                  | Blå                  | KP     | TP  |
| -------------------- | -------------------- | ------ | --- |
| Efstathios Topalidis | Abbas Jadidi         | 1-3 PP | 1-9 |
| Aleks Modebadze      | Efstathios Topalidis | 3-0 PO | 5-0 |
| Abbas Jadidi         | Aleks Modebadze      | 3-0 PO | 4-0 |

### Utslagningsträd
|  | Kvartsfinaler          | Kvartsfinaler        |                        |                    | Semifinaler            | Semifinaler |  |  | Final | Final |
|  |                        |                      |                        |                    |                        |             |  |  |       |       |
|  | October 1              |                      |                        |                    |                        |             |  |  |       |       |
|  |                        |                      |                        |                    |                        |             |  |  |       |       |
|  | Alexis Rodríguez (CUB) | 4                    |                        |                    |                        |             |  |  |       |       |
|  | Alexis Rodríguez (CUB) | 4                    | October 1              |                    |                        |             |  |  |       |       |
|  | Aleksej Medvedev (BLR) | 0                    |                        |                    |                        |             |  |  |       |       |
|  | Aleksej Medvedev (BLR) | 0                    | Alexis Rodríguez (CUB) | 0:37               |                        |             |  |  |       |       |
|  |                        |                      | Alexis Rodríguez (CUB) | 0:37               |                        |             |  |  |       |       |
|  |                        | Artur Tajmazov (UZB) | TO                     |                    |                        |             |  |  |       |       |
|  | Kerry McCoy (USA)      | Artur Tajmazov (UZB) | TO                     | 9                  |                        |             |  |  |       |       |
|  | Kerry McCoy (USA)      |                      | October 1              | 9                  |                        |             |  |  |       |       |
|  | Artur Tajmazov (UZB)   | 11                   |                        |                    |                        |             |  |  |       |       |
|  | Artur Tajmazov (UZB)   | 11                   | Artur Tajmazov (UZB)   | 2                  |                        |             |  |  |       |       |
|  |                        |                      | Artur Tajmazov (UZB)   | 2                  |                        |             |  |  |       |       |
|  |                        | David Musuľbes (RUS) | 5                      |                    |                        |             |  |  |       |       |
|  | David Musuľbes (RUS)   | David Musuľbes (RUS) | 5                      |                    |                        |             |  |  |       |       |
|  |                        |                      |                        |                    |                        |             |  |  |       |       |
|  | Bye                    |                      |                        |                    |                        |             |  |  |       |       |
|  | David Musuľbes (RUS)   | 3                    | Bronsmatch             | Bronsmatch         |                        |             |  |  |       |       |
|  | David Musuľbes (RUS)   | 3                    | Bronsmatch             | Bronsmatch         |                        |             |  |  |       |       |
|  |                        | Abbas Jadidi (IRI)   | 0                      |                    |                        |             |  |  |       |       |
|  | Abbas Jadidi (IRI)     | Abbas Jadidi (IRI)   | 0                      |                    | Alexis Rodríguez (CUB) | 1           |  |  |       |       |
|  | Abbas Jadidi (IRI)     |                      |                        |                    | Alexis Rodríguez (CUB) | 1           |  |  |       |       |
|  | Bye                    |                      |                        | Abbas Jadidi (IRI) | 0                      |             |  |  |       |       |
|  | Bye                    |                      |                        | Abbas Jadidi (IRI) | 0                      |             |  |  |       |       |
|  |                        |                      |                        |                    |                        |             |  |  |       |       |
|  |                        |                      |                        |                    |                        |             |  |  |       |       |